# GESTIS-Stoffenmanager
GESTIS-Stoffenmanager wird vom Institut für Arbeitsschutz der Deutschen Gesetzlichen Unfallversicherung (IFA) als Onlinedienst zur Verfügung gestellt. Er bietet Unterstützung beim Einstieg in die Gefährdungsbeurteilung. Diese hat das Ziel, spezifische Gefährdungen bei Tätigkeiten mit Gefahrstoffen zu ermitteln und zu bewerten sowie Schutzmaßnahmen festzulegen und zu überprüfen. GESTIS-Stoffenmanager priorisiert die inhalative und dermale Gefährdung bei Tätigkeiten mit Gefahrstoffen und schätzt die inhalative Exposition nichtmesstechnisch quantitativ ab.
In der Technischen Regel für Gefahrstoffe (TRGS) 400 „Gefährdungsbeurteilung für Tätigkeiten mit Gefahrstoffen“ wird GESTIS-Stoffenmanager in Abschnitt 5.1 „Informationsquellen“ als „Weitere relevante, für den Arbeitgeber mit zumutbarem Aufwand zugängliche Informationsquelle zur Ermittlung der Stoffeigenschaften, zur Ermittlung von tätigkeitsspezifischen Gefährdungen und daraus resultierenden Schutzmaßnahmen“ empfohlen.

## Aufbau
GESTIS-Stoffenmanager bietet zwei Möglichkeiten zur Unterstützung bei der Gefährdungsbeurteilung:
- Mit Hilfe der „Risikopriorisierung“ werden vor allem kleine und mittlere Unternehmen bei der Gefährdungsbeurteilung der inhalativen und dermalen Exposition von Beschäftigten bei Tätigkeiten mit Gefahrstoffen nach der TRGS 400 unterstützt. Gefahrstoffbedingte Gesundheitsgefährdungen werden ermittelt und priorisiert und die Festlegung wirksamer Schutzmaßnahmen zu deren Minderung wird unterstützt. Die Risikopriorisierung bietet in erster Linie einen Einstieg in die Gefährdungsbeurteilung, insbesondere bei Stoffen, für die keine Grenzwerte oder Messverfahren vorliegen oder zum Priorisieren vieler Arbeitsplätze. Nutzer können bis zu 35 Produkte und Gefährdungsbeurteilungen online speichern.
- Die „Quantitative Expositionsabschätzung“ ist ein Instrument zur nicht-messtechnischen quantitativen Abschätzung der inhalativen Exposition in mg/m³ analog TRGS 402. Das zugrundeliegende Expositionsmodell „Stoffenmanager“ wird in Kapitel R.14 des Technischen Leitfadens (REACH) als „Tier 1+“-Modell empfohlen, d. h., „Stoffenmanager“ wird von der Europäischen Chemikalienagentur ECHA offiziell als Instrument nach REACH anerkannt.[2]

Zusätzlich zur Unterstützung bei der Gefährdungsbeurteilung bietet GESTIS-Stoffenmanager noch die Möglichkeit, ein Gefahrstoffverzeichnis zu führen und Betriebsanweisungen zu erstellen und zu exportieren. Der Zugang erfolgt über das HTTPS-Protokoll und es wird lediglich eine gültige E-Mail-Adresse zur Erstellung eines Accounts benötigt.

## Herausgeber
GESTIS-Stoffenmanager ist die vom IFA in Kooperation mit der österreichischen Allgemeinen Unfallversicherungsanstalt (AUVA) zur Verfügung gestellte deutsch- und englischsprachige GESTIS (von „Gefahrstoffinformationssystem“) Version des in den Niederlanden von TNO, Arbo Unie und Beco (jetzt Ernst & Young) entwickelten „Stoffenmanager“. GESTIS-Stoffenmanager wird im Rahmen der Zusammenarbeit des IFA mit der niederländischen Firma Cosanta BV kostenlos im Internet angeboten, gepflegt und weiterentwickelt. Stoffenmanager ist von der Firma Cosanta BV als Marke geschützt.